# Hollywood pre-code
Hollywood pre-code foi um período da indústria cinematográfica estadunidense compreendido entre o começo da adoção do som, no final dos anos 1920, e a aplicação do Código de Produção de Filmes (Motion Picture Production Code) que aplicava as diretrizes de censura em 1934. Desde 1934, o Código de Produção de Filmes passou a ser denominada popularmente e de forma incorreta, "Código Hays". Ainda que o código tenha sido adotado em 1930, o processo de supervisão era deficiente, motivo pelo qual não se aplicou de forma rigorosa até o 1º de julho de 1934. Antes dessa data, o conteúdo dos filmes estava mais restringido pela legislação local, as negociações entre o Comitê de Relações Cinematográficas (Studio Relations Commitee) e os grandes estudos, e a opinião popular, que pelo código Hays, muito com frequência ignorado pelos produtores de Hollywood.
Como resultado, no final da década dos vinte e princípios dos trinta, os filmes incluíam insinuações sexuais, miscigenação, consumo de drogas ilegais, infidelidade, aborto, violência intensa e homossexualidade. A figura da mulher fatal dominava filmes como Tu és Mulher (Female), Serpente de Luxo (Baby Face) e A Mulher Parisiense dos Cabelos de Fogo (Red-Headed Woman); os gánsteres de Inimigo Público (The Public Enemy), Alma no Lodo (Little Caesar) e Scarface - A Vergonha de uma Nação (Scarface) pareciam mais bem heróis que vilões. Além de personagens de mulheres fatais, os filmes mostravam aspectos de índole feminina que não foram retomados até muito depois. As personagens malvadas faziam proveito de suas ações, às vezes sem maiores repercussões, e o consumo de drogas constituía o argumento principal de vários filmes. Os filmes da época pré-code eram mais curtas que as atuais: tinham uma duração de pouco mais de uma hora. Muitas das grandes estrelas de Hollywood como Clark Gable, Barbara Stanwyck e Edward G. Robinson deram seus primeiros passos nessa época. No entanto, outras estrelas que triunfaram nessa época, como Ruth Chatterton, Lyle Talbot e Warren William (considerado "o rei da época pré-code"), ficaram no esquecimento.
Desde finais de 1933 até a primeira metade de 1934, o clero católico dos Estados Unidos lançou uma campanha na contramão do que este coletivo considerava “a imoralidade do cinema estadunidense”. Isso, junto com as investigações sociais daquele momento (que indicavam que os denominados filmes “maus” poderiam fomentar os maus comportamentos) e a possibilidade de que o Governo controlasse a censura cinematográfica, exerceu a pressão necessária para que os estudos aceitassem uma maior supervisão.

## Criação e conteúdo do código

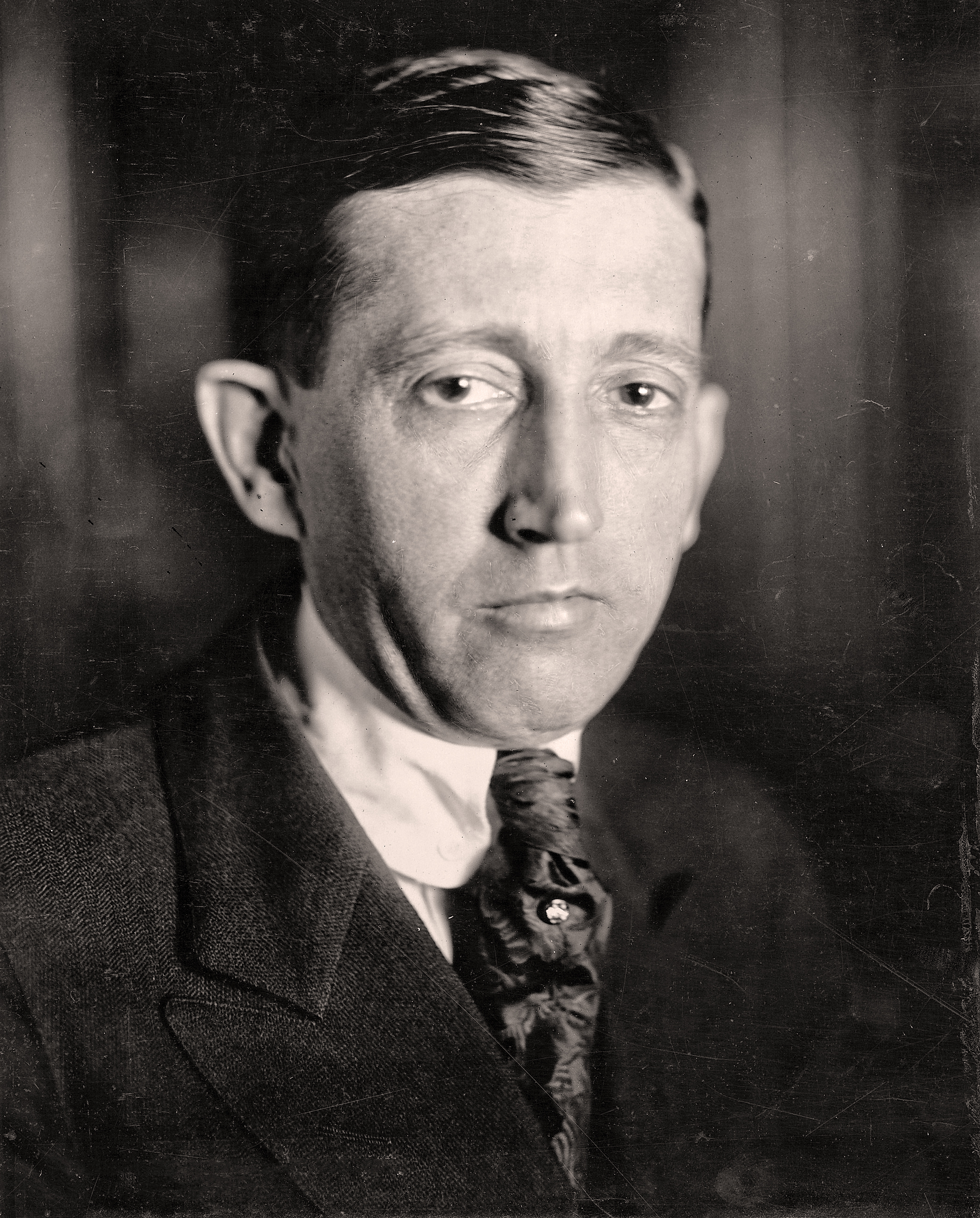
Will H. Hays foi contratado pelos estudos de Hollywood em 1922 para limpar a imagem destes, danificada pelos escândalos protagonizados pelos actores.

Em 1929, Martin Quigley, editor laico católico da revista cinematográfica Motion Picture Herald, e o padre jesuita Daniel A. Lord redigiram um código de normas cinematográficas (que agradou muito a Hays) e o apresentaram aos estudos. O sacerdote mostrou-se preocupado pelos efeitos negativos que o cinema sonoro pudesse ter sobre os jovens, que, segundo ele, eram mais suscetíveis de sucumbir aos encantos do celuloide. Em fevereiro de 1930, vários diretores ─ entre os que se encontrava Irving Thalberg de Metro-Goldwyn-Mayer (MGM) ─ se reuniram com o padre Lord e com Quigley e, após algumas revisões, subscreveram as estipulações do código. Um dos motivos principais que impulsionaram a aceitação do código foi evitar a intervenção direta do Governo. A organização Studio Relations Commitee (SRC), presidida pelo coronel Jason.S. Joy, era a encarregada de supervisionar a produção cinematográfica, bem como de informar aos estudos das modificações e os cortes impostos.
O código estava dividido em duas partes: a primeira parte compreendia uma série de “princípios gerais”, a maioria deles relacionados com aspectos morais, enquanto a segunda parte fazia referência a uma série de “normas específicas” (lista de conteúdos que não podiam se representar). Algumas restrições, como a proibição da homossexualidade e o emprego de um vocabulário injurioso, não se mencionavam explicitamente mas se deduziam sem uma alusão direta. O código proibia, também, o mestiçagem (relações inter-raciais) e determinava que a qualificação “só para adultos” seria uma estratégia pouco efetiva e ambígua que poderia dificultar seu aplicativo. No entanto, permitia “aos adultos entender e reconhecer com facilidade, sem prejuízo da legalidade, aqueles aspectos que influíssem de forma negativa no comportamento dos jovens” e contemplava “a possibilidade de produzir filmes inspirados em pensamentos criminosos” desde que os fatos estivessem implícitos e os jovens supervisionados.

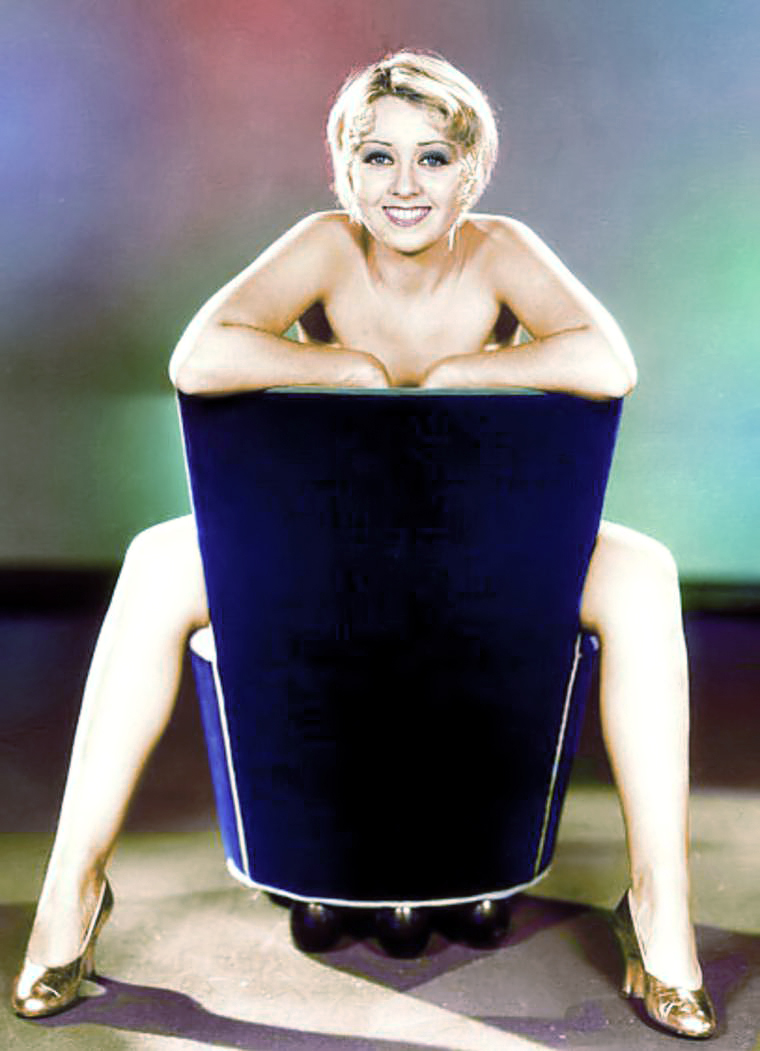
Fotografia promocional de Joan Blondell, que foi proibida por causa da aplicação do código publicitário em 1932.

O código não só determinava aquilo suscetível de se exibir nas telas, mas também defendia os valores tradicionais. As relações extramatrimoniais não podiam demonstrar-se como atraentes, de modo que pudessem levantar paixões, nem também não se representar como adequadas. Todas as ações delituosas deviam se castigar: nem o crime nem o criminoso poderiam suscitar compaixão alguma por parte do público. A figura da autoridade devia tratar-se com respeito e o clero não podia se representar em tom cômico ou pérfido. No entanto, em determinadas circunstâncias, os políticos, a polícia e os juízes podiam cometer delitos, desde que ficasse claro que se tratava de uma exceção à regra. O documento íntegro incluía matizes católicas e estipulava que o cinema devia se manejar com cuidado para evitar "condutas imorais" e evidenciar de modo que seu "profundo sentido moral" era indiscutível. Ao princípio, a influência católica manteve-se em segredo. A mensagem repetida ao longo do código era: "de princípio a fim, o público capta com toda a certeza que o mau é castigado e o bom é recompensado". O código incluía um anexo ─ Código publicitário ─ que regulava os textos e as imagens publicitárias.

## Aplicação do código
O 19 de fevereiro de 1930, o semanário Variety publicou os conteúdos íntegros do código e vaticinou que os critérios de censura que este recolhia ficariam em breve obsoletos. Os homens encarregados de aplicar o código, Jason Joy, diretor do Comitê até 1932, e seu sucessor, Dr. James Wingate, não foram do todo eficientes. O primeiro filme que se revisou, O anjo azul (The Blue Angel), autorizada por Joy sem se verificar, foi catalogado como indecente por um interventor da Califórnia. Apesar de haver diversos casos onde Joy negociou os recortes, e, efetivamente, teve restrições firmes mas maleáveis, um importante número de cenas inconvenientes de acordo com o código vieram a luz. Joy tinha que revisar 500 filmes ao ano com um modelo escasso e com pouca autoridade. Em 1930, a agência Hays não tinha autoridade suficiente para exigir que os estúdios eliminassem contidos dos filmes: tão só expunha seus motivos e, às vezes, inclusive suplicava que lhe atendessem. E para cúmulo, o curso das petições, em última instância, fez que a responsabilidade de adotar uma decisão ficasse, ao final, em mãos dos próprios estúdios.
Um dos motivos pelos que se recusou o código foi o fato de que alguns consideraram essa censura puritana, em especial os independentistas dos anos vinte e princípios dos trinta. Este foi um período no qual, em ocasiões, se ridicularizou a época victoriana por seu perfil ingênuo e retrógrado. Quando o código foi publicado, o diário liberal The Nation o criticou ferozmente. A publicação manifestou que se o crime nunca se encenaria baixo uma perspectiva benévola, isto também afetaria por igual e de forma literal à "lei" e à "justiça". Portanto, acontecimentos como a Festa do Chá de Boston não se podiam representar. E se a Igreja sempre era instância, então a hipocrisia era inquestionável. A revista Outlook opinava o mesmo mas, diferente da Variety, desde um princípio disse que o código seria difícil de aplicar. Ademais, a Grande Depressão dos anos trinta empurrou a muitos estúdios a fazer o impossível por obter rendimentos. E, como os filmes indecentes e violentas eram um sucesso de bilheteira, parecia sensato centrar em sua produção. Rapidamente, o incumprimento do regulamento converteu-se num segredo. Em 1931, o diário cinematográfico The Hollywood Reporter burlou-se do regulamento e em 1933 Variety fez o mesmo. No mesmo ano da publicação do artigo de Variety, um famoso roteirista afirmou: "o código moralista Hays já nem sequer faz graça; é água passada".